# Oto Pestner

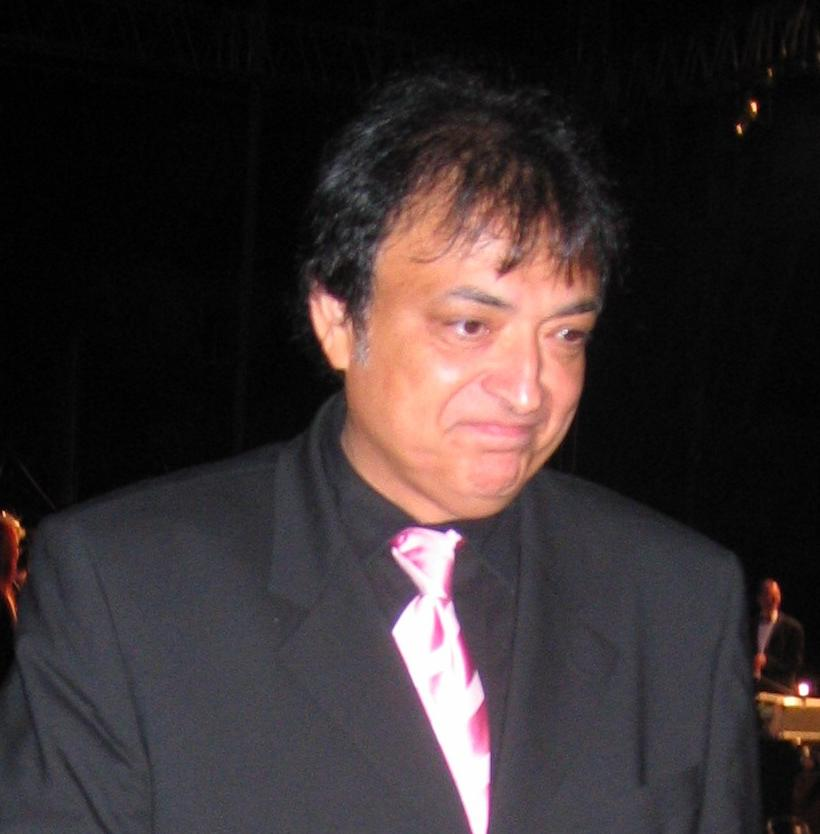
Oto Pestner

Oto Pestner (* 4. Januar 1956 in Celje, Jugoslawien) ist ein slowenischer Sänger und Musiker.

## Leben
Pestner, ein Angehöriger der Volksgruppe der Sinti, war von 1970 bis zum Ende 2008 Leiter des New Swing Quartets, einer slowenischen Gesangsgruppe.
Im deutschen Sprachraum ist er als Sänger der Alpenoberkrainer, bei denen er zwischen 1986 und 1991 sowie 1995 Mitglied war, bekannt. In dieser Zeit wurden 10 Tonträger produziert, bei denen Pestner teilweise auch als Komponist auftrat. Aus Marketinggründen hat die Plattenfirma VM-records seinen Vornamen auf Otto geändert.
Für die junge slowenische Nachwuchsband Dori produzierte er mehrere Lieder.
Pestner lebt heute in Ljubljana, der Hauptstadt Sloweniens.

## Bekannte Titel
- O Happy Day
- Slovenija, najlepša si dežela (Duett mit Nace Junkar)
- Mein Mädel aus Krain (slowenisch: Kranjsko dekle)

## Kompositionen (Auswahl)
- Aus Liebe zur Musik
- Ewig schlägt mein Herz für dich Ljubljana
- Wenn der Kirschbaum blüht
- Jahre vergehen
- Wenn die Tulpen erblühen
- Unsre Welt ist ein Karussell
- Vaterglück
- Die Kellnerin ist schuld
- Ich liebe so sehr meine Heimat
- Rosen nur für dich
- Ich liebe dich, Slowenien
- Der letzte Sonnenstrahl
- Ach dieses Wetter